# Dierama pauciflorum
Dierama pauciflorum är en irisväxtart som beskrevs av Nicholas Edward Brown. Dierama pauciflorum ingår i släktet Dierama och familjen irisväxter. Inga underarter finns listade i Catalogue of Life.